# Claus Andreas Foss Rosenstand
Claus Andreas Foss Rosenstand (født 31.07.1970) er lektor ved Institut for Kommunikation og Psykologi ved Aalborg Universitet. Han er affilieret med Digital Hub Denmark, hvor han også er Thought Leader. Han forsker i at hjælpe Danmark til at være digitalt førende – regionalt, nationalt og internationalt og problembaseret læring (PBL) i forskellige tværvidenskabelige praksisser.

## Uddannelse og karriere
Claus Andreas Foss Rosenstand har en kandidat i Kommunikation, Humanistisk Datalogi og Psykologi fra 1998 ved Aalborg Universitet og i 2002 modtog han sin Ph.d. i Kreation af narrative multimediesystemer ligeledes ved Aalborg Universitet.  
Fra 2003-2007 var han leder ved It-vest, hvor han var med til at udvikle og implementere en bachelor i IT, Cand.it-uddannelser og en Master i IT. Han er co-leader for ISPIM (International Society of Professional Innovation Management) SIG (Special Interest Group) on Digital Disruption (2017-) og har været forskningsleder for Digital Disruption Consortium, Tværvidenskabeligt, Aalborg Universitet (2015-2019). I 2019 blev han professor ved Aalborg Universitet.

Han er også iværksætter og har været med til at stifte en række virksomheder blandt andet Festina Lente Holding (1998-), Tonic Games (2005-2012), AskCody (2011-) og SportsLevels (2018-2021). Desuden har været med i en række bestyrelser og udvalg herunder Det Danske Akademi for Interaktiv Digital Underholdning (DADIU) (2010-2018), Tænketanken Nulskrald (AAU og AVV) (2013-2017) og Ambolt (2019-). Han er også i Uddannelses- og Forskningsministeriets referencegruppe til Det digitale område, industrien og rummet (Horizon Europe) og Erhvervsstyrelses referencegruppe til Digital Europe.  

## Publikationer

### Bøger
- Ivang, R. & Rosenstand, C.A.F. (2025). Forestillingskraft - tag ansvar og skab ny vækst. Samfundslitteratur
- Rosenstand, C. A. F. (2002). Kreation af narrative multimediesystemer. Samfundslitteratur.
- Rosenstand, C. A. F. (2018). Digital Disruption: Faretruende og fascinerende forandringer. Aalborg Universitetsforlag. e-bøger fra InDiMedia
- Lundgaard, S. S., & Rosenstand, C. A. F. (2019). Investigating Disruption: A Literature Review of Core Concepts of Disruptive Innovation Theory. Aalborg Universitetsforlag. e-bøger fra InDiMedia

### Andre udvalgte publikationer
- Rosenstand, C. A. F., & Kristensen, F. S. (2021). White paper: Markant ny vækst fra Danmarks digitale økosfære: En eksplorativ undersøgelse af Danmarks digitale økosfære.
- Rosenstand, C. A. F. (2020). Selecting, combining, and cultivating digital deep-tech ecosystems. I Proceedings: ISPIM Innovation Conference – Innovating in times of crises - Virtual Lappeenranta University of Technology, LUT Scientific and Expertise Publications.
- Rosenstand, C. A. F. & Ivang, R. (2018). Digital Forestillingskraft. Aalborg Universitet. Forskningsrapport. Ikke peer-reviewed
- Vashnath, S. & Rosenstand C. A. F. (2017). A Heuristic for Improving Transmedia Exhibition Experience. Lucchio, L. D. et al. (Eds.), Design for next: Proceedings of the 12th European Academy of Design Conference. Artikel, niveau 2
- Vesti, H. Nielsen, Rosenstand, C. A. F. Maurizo, M. & Lund, M. (2017). Structured Literature Review of disruptive innovation theory within the digital domain. The ISPIM Innovation Summit
- Østergaard, C. M., Rosenstand, C. A. F., Gertsen, F. & Lervang, J. (2013). Into the Surge of Network-driven Innovation – Extending the historical framing of innovation. Proceedings of The XXIV ISPIM Conference - Innovating in Global Markets: Challenges for Sustainable Growth Conference. Konferencepaper, peer-reviewed.
- Rosenstand, C. A. F., Kyed, P. (2013). Managing Functional Power – In Vision Driven Digital Media Creation. Akademisk Kvarter, 6. Artikel i tidsskrift, peer-reviewed
- Rosenstand, C. A. F. (2012). Case-based learning. Norbert M Seel (Ed.), Encyclopedia of the Science of Learning. Springer Science+Business Media. Entry i encyklopædi – peer reviewed
- Rosenstand, C. A. F. (2008). Innovation som situation – Flerfaglighed som pædagogisk forudsætning for innovation. I Jakob Stolt & Christian Vintergaard (Eds.): Tværfaglighed & Entrepreneurship - En antologi om tværfaglighed i entepreneurshipundervisningen. IDEA København - Øresund Entrepreneurship. Artikel, bidrag til antologi, forskning, ikke peer-reviewed.